# ×Anthematricaria
× Anthematricaria là một chi thực vật có hoa trong họ Cúc (Asteraceae).

## Loài
Chi × Anthematricaria gồm các loài: